# NGC 4185
NGC 4185 је спирална галаксија у сазвежђу Береникина коса која се налази на NGC листи објеката дубоког неба.
Деклинација објекта је + 28° 30' 37" а ректасцензија 12h 13m 22,2s. Привидна величина (магнитуда) објекта NGC 4185 износи 12,4 а фотографска магнитуда 13,2. NGC 4185 је још познат и под ознакама UGC 7225, MCG 5-29-38, CGCG 158-47, PGC 38995.